# 解放万山群岛登陆点
解放万山群岛登陆点，位于中国广东省珠海市万山区桂山镇吊藤湾。1950年5月25日，中国人民解放军在万山群岛登陆，与中華民国国军发生激战。1986年5月13日公布为第二批珠海市文物保护单位。